# Euxoa schwingenschussi
Euxoa schwingenschussi är en fjärilsart som beskrevs av Corti 1926. Euxoa schwingenschussi ingår i släktet Euxoa och familjen nattflyn. Inga underarter finns listade i Catalogue of Life.